# Oracle de Nechung
Pour les articles homonymes, voir oracle et Nechung.

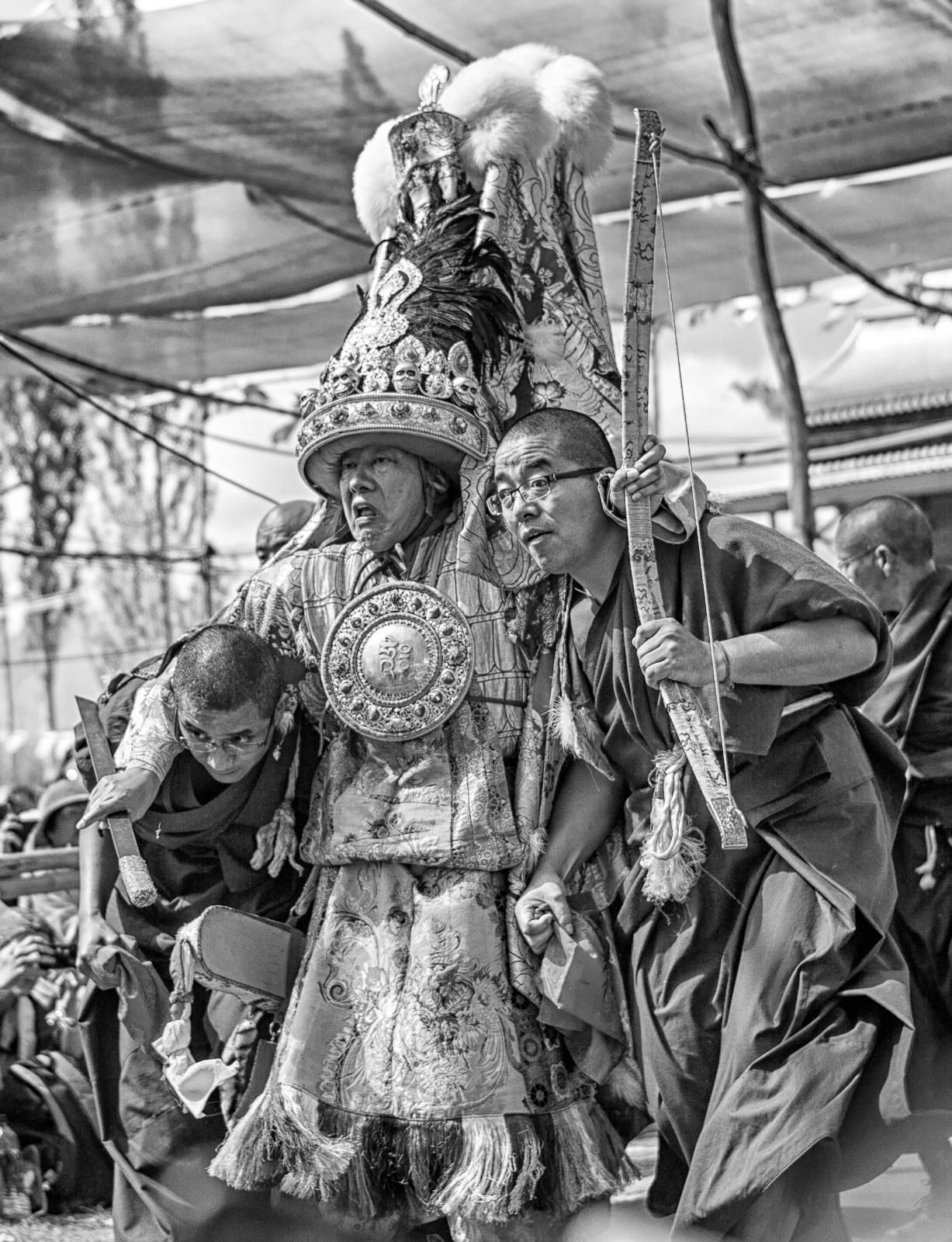
Thubten Ngodup en transe en 2014 lors du Kalachakra au Ladakh

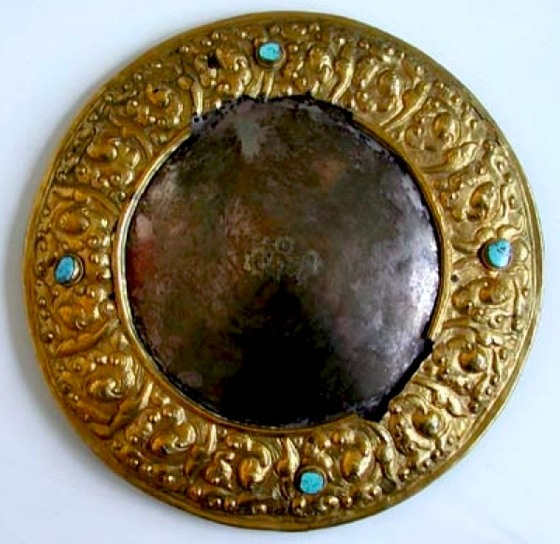
Miroir de l'oracle d'État du Tibet

L'oracle de Nechung est l'un des oracles d'État du Tibet avant 1959, devenu  l'oracle officiel d'État du Tibet dans les années 1650. Le médium résidait au monastère de Nechung dont il était l'abbé, d’où son nom. Depuis l’exil du gouvernement tibétain, ce monastère a été recréé à Dharamsala en Inde, à proximité de la résidence de l'actuel dalaï-lama. Le médium qui y réside a le rang de vice-ministre, car il est l’intermédiaire de Dorje Drak-den, la principale divinité protectrice du gouvernement tibétain et du dalaï-lama. Il est consulté à l’occasion du Nouvel An tibétain.
Le médium est depuis le 4 septembre 1987 Thubten Ngodup, né en 1957 à Phari au Tibet. Il est le 17e du titre, et a pris la succession de Lobsang Jigmé, entré en fonction en 1945 et décédé en 1984 en Inde. Interrogé sur la Chine, ce dernier, en 1949, a averti le 14e dalaï-lama des difficultés qui l'attendaient puis, en 1959, de l'itinéraire à suivre par celui-ci pour gagner l'Inde.

## Histoire

### Origines

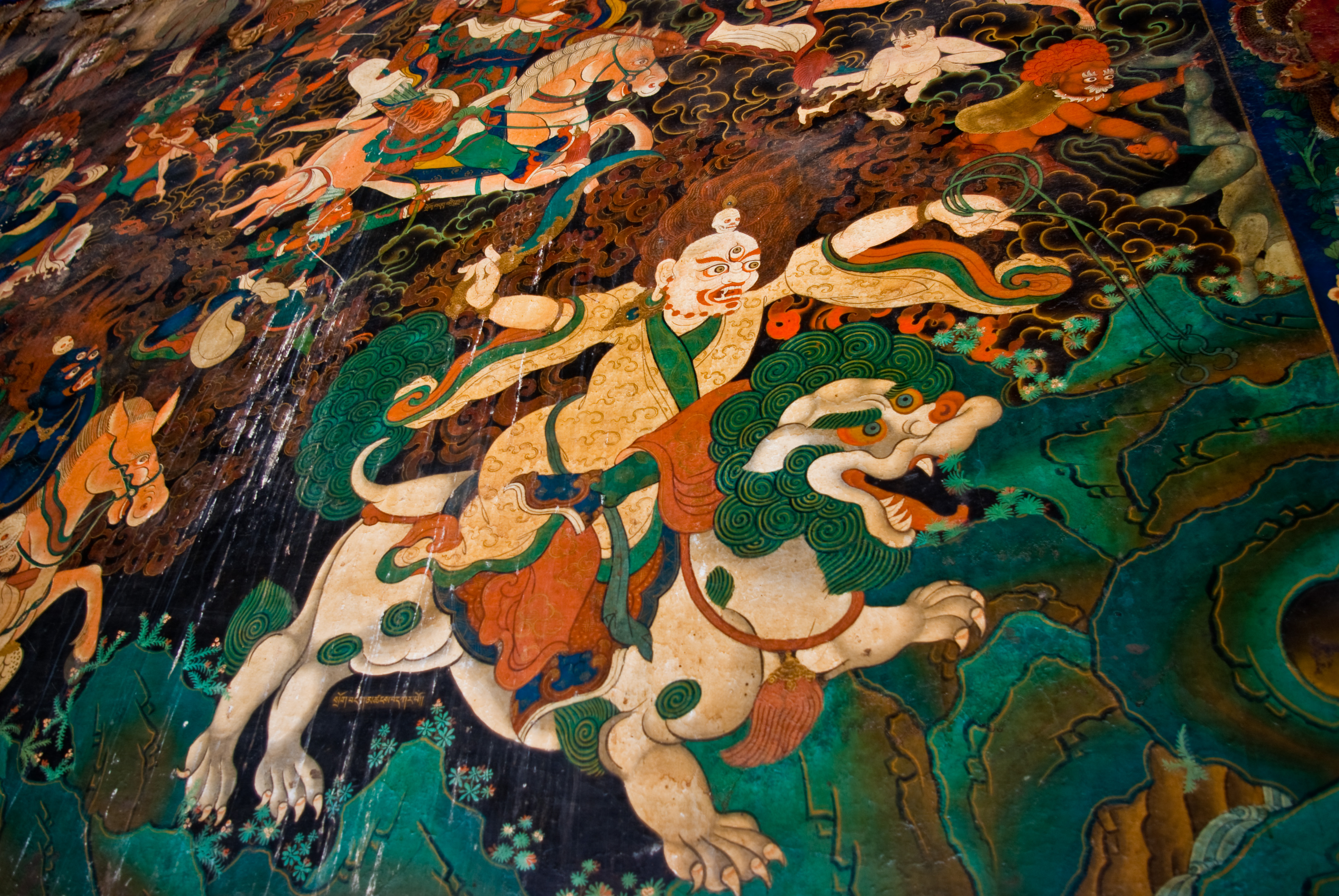
Pehar sur un lion des neiges.

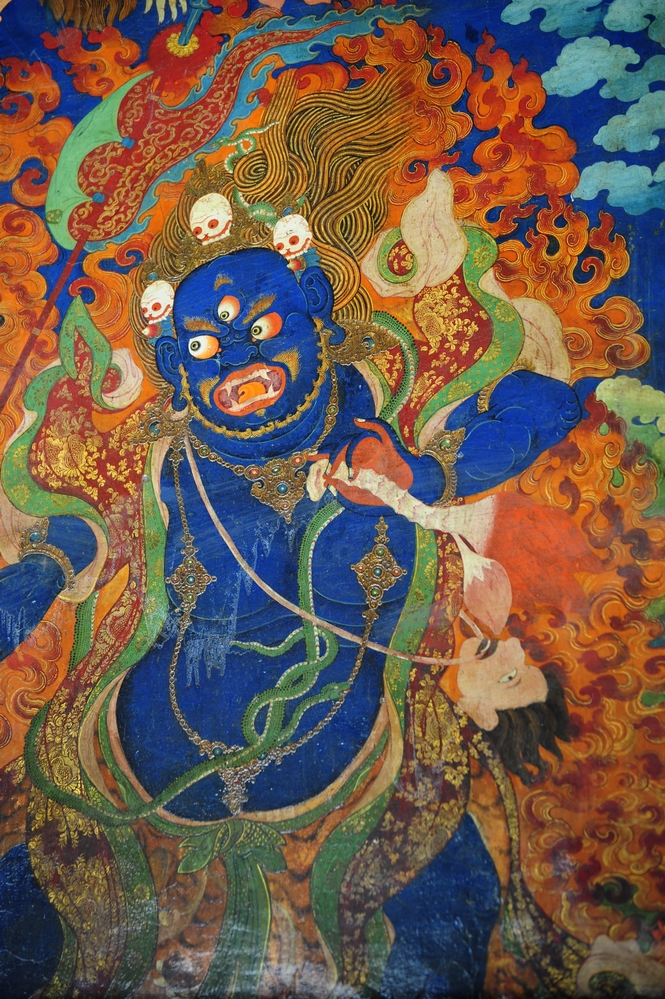
Représentation de Pehar Gyalpo au monastère de Nechung, Tibet

La pratique de l’oracle par possession d’un esprit ou d’une déité est présente dans les plus anciennes traditions religieuses tibétaines, comme le Bön ou les Nyingmapa. Selon la conception bouddhiste, la déité projette son esprit par transfert de conscience ou phowa, l’un des Six yogas de Nāropa, dans un médium (tibétain : སྐུ་རྟེན་, Wylie : sku rten, « kuten ») qui est son support physique. La possession est une épreuve rude qui nécessite une « convalescence ». Dans tout l’Himalaya, les oracles ont joué et jouent un rôle important dans le domaine religieux, ainsi qu'un rôle de conseil auprès de l'ancien gouvernement du Tibet et du gouvernement tibétain en exil.
La déité s’exprimant par l’oracle est Pehar Gyalpo, l’un des esprits soumis par Padmasambhava, qui l’aurait nommé chef des protecteurs de Samye. 
Il se serait ensuite installé dans la région du monastère de Nechung, remplacé à Samye par l’esprit Tsiu Marpo.
L'origine des relations entre Pehar (Dorjé Dragden) et les dalaï-lamas remonte au 2e dalaï-lama qui visualise à plusieurs reprises Pehar, lequel accepte d'être son protecteur ainsi que celui du monastère de Drépung bâti à proximité de l'ancien temple de Nechung. 
Quand en 1642, le 5e dalaï-lama devient chef de l'Etat du Tibet, Dorjé Dragden change de statut. Il doit protéger les dalaï-lamas, le gouvernement du Tibet et en conséquence le Tibet, tandis qu'une autre déité, Palden Lhamo, est chargée de protéger le Tibet exclusivement. Quand le palais du Potala fut construit pour héberger la résidence du dalaï-lama et les services gouvernementaux, Dorjé Dragden demeura le protecteur de l'Etat. C'est alors qu'un médium, le Nechung kuten, le support physique de Nechung, permit de recueillir les conseils de Pehar. Cependant, comme le dieu n'est pas spirituellement libre, ses conseils ne constituent qu'un élément parmi d'autres dans le processus décisionnel. À l'initiative du 5e dalaï-lama, le second régent du Tibet, Trinlé Gyatso (1660-1668), fonde le nouveau monastère de Nechung eu égard à son importance. Sous la régence de Sangyé Gyatso (1679-1703), les travaux prirent une grande ampleur et Nechung prit son essor, prenant le nom de Nechung Dorjé Drayang Ling (Nechung, le jardin du son mélodieux du vajra), encore le sien aujourd'hui. Sangyé Gyatso confirme le rôle protecteur de Pehar.
Pehar a finalement plusieurs résidences. Nechung est la principale. Il est aussi le protecteur de Tsel Gungthang (de), l'ancienne résidence de Lama Shang Tsöndru Dragpa (XIIe siècle), initiateur de la lignée Telpa Kagyüpa. Il devint protecteur de Méru Nyingba où fut établie la résidence du Nechung Kuten à Lhassa. C'est un monastère lié à Nechung dont la fondation remonte à Songtsen Gampo au VIIe siècle. C'est en ce temple que Thonmi Sambhota termina la mise au point de l'alphabet tibétain inventé à partir d'un alphabet indien. Comme le monastère de Nechung, il est affilié à 3 grandes lignées : sakya, guélug et nyingma-kagyü. 
Le monastère de Nechung, qui comportait initialement 4 moines, en compta 50 puis 101 sous le règne du 5e dalaï-lama, puis 115 sous le 13e dalaï-lama. Le Nechung Kuten, ayant rang d'abbé, est à sa tête, tandis que Nechung Rinpoché, à partir du XIXe siècle, et le Nechung Dépa sont des responsables administratifs. Tous trois sont nommés par le gouvernement du Tibet. En 1959, seuls six moines du monastère se sont enfuis et ont gagné l'Inde. De ceux qui sont restés au Tibet, une poignée survécut. Nechung est en partie détruit et transformé en entrepôt agricole, sa cour en cour de ferme, tandis que ses trésors sont pour la plupart pillés.

### La lignée des kutens

#### 1erkuten
Protecteur de monastère et de lignée, c’est seulement en 1544 que Pehar Gyalpo aurait pour la première fois pris possession d’un être humain, faisant de Drag Trang-Go-Wa Lobsang Palden le premier médium de Nechung. Lobsang Palden donna des indications qui permirent de découvrir le 3e dalaï-lama. Jusqu’en 1945, les médiums viendront à Nechung depuis différents monastères.

#### 2ekuten
Le 2e kuten est connu sous les noms de Jampa Gyatso et Ringangpa, correspondant à sa région d'origine, Rinchen Gang.

#### 3ekuten
Le 3e kuten, Nangso Gönor, était un membre laïc du gouvernement (nangso) quand il eut sa première transe.

#### 4ekuten
Le 4e kuten, Sépo Sönam, était lié au 5e dalaï-lama à qui il donna des conseils en nombre, notamment quand le Tibet connut des difficultés avec le royaume du Bhoutan dans les années 1650. Durant cette période, le dalaï-lama protégea le monastère de Nechung et le kuten devint l'oracle d’État.

#### 5ekuten
Le 5e kuten, Tséwang Pelbar, fut en fonction 10 ans, de 1679 à 1689. Le régent Sangyé Gyatso fit réaliser des statues pour le monastère de Nechung, dont il veilla au bon fonctionnement. On fixa le nombre de ses moines à une cinquantaine. À la mort du 5e dalaï-lama, il délivra une prédiction au sujet de son retour, et mourut en 1689 à 58 ans.

#### 6ekuten
Le 6e kuten, Lobsang Legjor Gyatso, originaire du Kongpo, eut sa première transe en 1690, et le nombre de moines de Nechung passa à 101.

#### 7ekuten
Le 7e Kuten, Tsangyang Tamdrin (Lobsang Tashi), connut sa première transe en 1725. Il fut proche du 7e dalaï-lama durant la première partie de sa vie. Il eut de nombreuses transes et institua à Nechung la pratique des 13 déités de Yamantaka et le rituel des offrandes brûlées (jinseg) pour les consécrations, selon la transmission du monastère de Gyuto. Sa renommée était telle qu'il reçut en don pour Nechung des terres du Kham oriental, dans la région de Dartsedo. Il est mort de vieillesse en 1747.

#### 8ekuten
Le 8e Kuten, Ngawang Gyatso, était originaire de Dartsédo, et du monastère de Gar Dratsang, fondé par Kamsum Silnön, incarnation de Rigzin Göden, monastère sous le patronage de la famille royale du Chagla, un des royaumes du Kham. Il connut sa première transe en 1747 au Tibet central, en présence du 7e dalai-lama. Ngawang Gyatso était également lié au monastère de Thubten Dorjé Drag et noua des relations avec le Tulkou de ce monastère, Taklung Tsétrul Rinpoché, Kalsang Péma Wangchug qui devint son lama racine.

#### 9ekuten
Le 9e kuten, Yulo Köpa, est peu connu. Il était en activité en 1822. On pense qu'il est originaire de Yulo Kö, un petit hameau proche de Nechung. Il fut élevé au rang de Khenchung, intégrant l'administration religieuse de l’État en 1822.

#### 10ekuten
Le 10e kuten, Kalsang Tsültrim, fut en fonction entre 1837 et 1856. En 1849, en raison de son efficacité, il fut nommé khenchen, au 4e rang gouvernemental.  Il mourut peu après le  12e dalaï-lama.

#### 11ekuten
Le 11e kuten, Lhalung Shakya Yarphel, fut un des kutens les plus remarquables. En 1878, Lhalung Shakya Yarphel désigne Lobsang Dargyé, ancien abbé du monastère de Gyumé, pour rechercher la réincarnation du 12e dalaï-lama. Lobsang Dargyé se rend sur les rives du lac Lhamo Lhatso, réputé livrer des visions après de longues méditations. Dans la nuit du 7e jour, il voit l'enfant, ses parents, leurs noms, et leur maison. Le 11e kuten confirme les visions. Une mission d’enquête menée par Lobsang Dargyé découvre au Dagpo la maison d'un humble bûcheron abritant le jeune garçon. Son père s'appelle Kunzang Rinchen, et sa mère Lobsang Dolma. Interrogé, en transe, le 11e kuten confirme qu'il s'agit du 13e dalaï-lama. En février 1899, le 11e kuten avertit le dalaï-lama au cours d'une transe que sa vie était en danger, l'incitant à la plus grande prudence. Malgré ses conseils, le dalaï-lama, précédemment énergique, tombait malade régulièrement, se fatiguant rapidement. Interrogé à nouveau, le kuten précisa que la magie noire était en jeu et demanda qu'une paire de bottes détenues par le tertön Sogyal soit démontée. On interrogea Sogyal qui pensa aux bottes que lui remit Shaö Trulkou à l'attention du dalaï-lama. Pris d'un mauvais pressentiment, il les avait conservées et essayées un jour, mais s'était mis alors à saigner du nez et décida de les abandonner dans un coin. Suivant les conseils du kuten, les bottes furent démontées, et l'on découvrit un pentacle maléfique associé au nom et à la date de naissance de Thubten Gyatso dans les semelles ainsi que des substances réputées néfastes. Une enquête fut menée, l'ancien régent Démo Rinpoché et ses complices avouèrent, arrêtés, mis en résidence surveillée ou écroués, la plupart moururent rapidement de mort naturelle ou de suicide, comme Shaö Trulkou qui se défenestra.

#### 12ekuten
Le 12e kuten, Lobsang Sönam, un moine du Kham, fut découvert en février 1901 lors de sa première transe.

#### 13ekuten
Le 13e kuten, Lhalungpa Gyaltsen Tharchin, d'une famille parente de la famille Bhrumpa possédant des terres dans la région du Dagpo, fut découvert au Losar de 1913 lors de sa première transe puis démis par le dalaï-lama en 1915. Dans les années 1920, il s'exila dans le Lhokha.

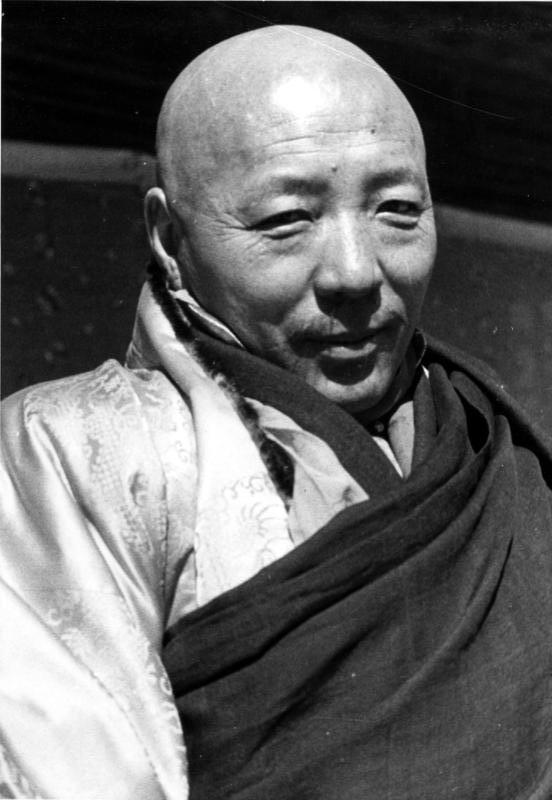
Lobsang Namgyal, médium de l'oracle de Nechung en 1939

#### 14ekuten
Le 13e dalaï-lama  réinvestit le 12e kuten, Lobsang Sonam, qui venait d'avoir une nouvelle transe. Lors des célébrations du nouvel an tibétain de 1932, il entra en transe et avertit le dalaï-lama de sa fin imminente, lui révélant sa maladie et lui indiquant l'urgence qu'il délivre ses directives pour la stabilité future du pays. Il rédigea un texte connu comme son « testament » dont certains éléments se sont révélés prophétiques.
Selon le site The Tibet Album Lobsang Namgyal aurait précipité la mort du 13e dalaï-lama par de mauvais conseils médicaux, le même site affirme qu'il aurait été nommé oracle d’État en 1934, alors que le 13e dalaï-lama est décédé le 17 décembre 1933.
Claude Arpi mentionne que l'intrigant Lungshar accusa Thupten Kunphel-la, avec  la complicité de l'oracle et du médecin du dalaï-lama, d'avoir précipité le décès de ce dernier.

#### 15ekuten
Lobsang Namgyal participa à la recherche du 14e dalaï-lama, l'oracle demandant que trois équipes soient envoyées respectivement au Tibet central, dans l'Amdo et dans le Kham.

#### 16ekuten
Selon Kenneth Conboy et James Morrison, le 16e médium, Lobsang Jigmé, nommé en 1945, fut le premier à être issu du monastère de Nechung. C'est lui qui, le 21 juillet 1951, conseilla au jeune monarque, alors réfugié à Yatoung, de retourner à Lhassa. De même, en mars 1959, l'oracle fut consulté à deux reprises avant de donner la réponse escomptée, si l'on en croit Kenneth Conboy et James Morrison : le départ en exil du dalaï-lama en Inde, avis qui fut confirmé par une autre technique, le jet de dés.
Dans son ouvrage Au loin la liberté, le dalaï-lama donne une autre explication à cet épisode. Le 10 mars 1959 marqua l'arrivée en masse des habitants de Lhassa, venus le défendre contre les Chinois devant le Norbulingka. Des tensions s'accrurent entre les Tibétains et les Chinois. En dépit d'une demande de dispersion de la foule par le dalaï-lama, une grande partie resta sur place. C'est alors que le dalaï-lama consulta l'oracle qui lui fit savoir qu'il devait rester et maintenir le dialogue avec les Chinois, suscitant pour la première fois un doute quant à cette décision. Dans les jours suivants, Ngabo Ngawang Jigmé informa le dalaï-lama que l'Armée populaire de libération s'apprêtait à attaquer la foule et à bombarder le Norbulingka. Le 17 mars, le dalaï-lama se tourne à nouveau vers l'oracle qui à sa surprise s'écria « Va-t'en ! Va-t'en ! Ce soir ! », s'avançant ensuite pour écrire de façon claire et détaillée l'itinéraire que le dalaï-lama devait emprunter depuis le Norbulingka jusqu'à la frontière. Quand l'oracle s'évanouit, 2 obus de mortier explosèrent dans le marais près de la porte nord. Rétrospectivement, le dalaï-lama pense que Dorjé Drakden savait dès le début qu'il devait quitter Lhassa le 17 mars, mais qu'il ne le dit pas immédiatement, pour éviter que la nouvelle ne se répande. Il précise que le mo, une autre méthode de divination, confirmait les conseils de l'oracle.
Deux prophéties célèbres de Lobsang Jigmé sont relatées par Ellen Pearlman, l'une annonçant qu'en 1950 le Tibet rencontrerait de grandes difficultés et l'autre concernant la fuite du dalaï-lama en 1959. Pearlman précise qu'en 1951 Lobsang Jigmé est tombé malade, en raison de ses visions troublantes répétées selon certains, le rendant incapable de marcher sans assistance pendant des années. En 1959, il marcha deux mois durant jusqu'en Inde aux côtés du dalaï-lama. Il finit par guérir de sa maladie. Lobsang Jigmé est décédé à Dharamsala en Inde le 26 avril 1984.

#### 17ekuten
Le 4 septembre 1987, Thubten Ngodup, lama de Nechung depuis 1971, devint le 17e kuten.

### Autres oracles
Selon Lobsang Tsedron, avec l'oracle de Nechung, il n'existait que quatre oracles d'État au Tibet :
- l'oracle de Gadong, « faiseur de temps » ;
- l'oracle de Samyé, Tsiumar ;
- un oracle féminin, l'oracle de Tenma, qui est le truchement des douze déesses Tenma. La dernière en date était Lobsang Tsedron, qui officia jusqu’en 1959, et demeura au Tibet.

Selon Hanna Havnenik, d'autres sources n'en citent que trois : Nechung, Gadong et Tshangpa.
Dans un article sur les oracles tibétains publié en 1978, le prince tibétologue Pierre de Grèce rapporte qu'à Dharamsala se trouvaient exilés, en même temps que le dalaï-lama, quatre oracles de haut rang, dont l'oracle d'État de Nechung.

## Costume et transe
Lors des occasions officielles, le médium porte plusieurs vêtements superposés. Le vêtement supérieur est en brocard d’or décoré des quatre couleurs qui représentent les quatre éléments : rouge, bleu, vert et jaune. Il porte sur la poitrine un miroir (melong) entouré de turquoises et d’améthystes portant le mantra de Dorje Drakden.
Il entre en transe accompagné de mantras, prières et musique. Quand la transe est assez avancée, une coiffe de près de 14 kilos est fixée solidement sur sa tête et parfois aussi un harnais de plus de 30 kilos portant quatre drapeaux et trois  bannières de victoire. Puis il se lève et prend une épée avec laquelle il danse ; il effectue cette danse après chaque question et donne une réponse qui doit être interprétée. Lorsque la séance se termine, il effectue une dernière prière et perd connaissance.
On trouve une description détaillée d'une séance de l'oracle de Nechung sous la plume de Heinrich Harrer dans son livre Sept ans d'aventures au Tibet. Harrer rapporte également que lorsque l'oracle persistait à donner de mauvais conseils, on avait vite fait, selon la traduction en anglais de son ouvrage, de le relever de ses fonctions,.